# Тарасюк Ольга Миколаївна
Ольга Миколаївна Тарасюк (Лимаренко) (1923, село Ясне Дурасовського району, тепер Саратовської області, Російська Федерація — ?, місто Дрогобич Львівської області) — український радянський науковець, завідувач кафедри російської мови, декан філологічного факультету Дрогобицького державного педагогічного інституту імені Івана Франка. Кандидат філологічних наук (1953), доцент (1960).

## Біографія
З лютого 1942 року — в Червоній армії, учасниця німецько-радянської війни. Служила командиром далекомірного відділення 374-го окремого зенітного артилерійського дивізіону протиповітряної оборони 87-ї дивізії ППО. Член ВКП(б).
У 1949 році закінчила Саратовський державний педагогічний інститут. У 1949—1952 роках — аспірант Саратовського державного педагогічного інституту.
З 1953 року — викладач, доцент кафедри російської мови Дрогобицького державного педагогічного інституту імені Івана Франка.
У 1954—1970 роках — завідувач кафедри російської мови Дрогобицького державного педагогічного інституту імені Івана Франка.
У 1973—1977 і 1983—1986 роках — декан філологічного факультету Дрогобицького державного педагогічного інституту імені Івана Франка.
У 1994 році звільнена із роботи, перебувала на пенсії.

## Звання
- сержант

## Нагороди
- орден Вітчизняної війни ІІ ст. (6.04.1985)
- медаль «За бойові заслуги» (21.04.1945)
- медаль «За трудову відзнаку» (15.09.1961)
- медалі